# Sezen Aksu
Sezen Aksu˙(Istanbul, 13. srpnja 1954.) je turska pop pjevačica. 

## Karijera
Studirala je glazbu na sveučilištu u Sivas prije nego što je započela glazbenu karijeru. 

## Diskografija

### Albumi
- 1977. Allahaısmarladık
- 1978. Serçe
- 1980. Sevgilerimle
- 1981. Ağlamak Güzeldir
- 1982. Firuze
- 1984. Sen Ağlama
- 1986. Git
- 1988. Sezen Aksu 88
- 1989. Sezen Aksu Söylüyor
- 1991. Gülümse
- 1993. Deli Kızın Türküsü
- 1995. Işık Doğudan Yükselir
- 1996. Düş Bahçeleri
- 1997. Düğün ve Cenaze
- 1998. Adı Bende Saklı
- 2000. Deliveren
- 2002. Şarkı Söylemek Lazım
- 2003. Yaz Bitmeden
- 2005. Bahane
- 2005. Bahane Remixes
- 2005. Kardelen
- 2008. Deniz Yıldızı
- 2009. Yürüyorum Düş Bahçeleri'nde...

## Vanjske poveznice
- Službena stranica